# Сергий (Кулагин)
Епископ Сергий (в миру Семён Ермолаевич Кулагин; 1872, деревня Малая Росляковская, Угодско-Заводская волость, Малоярославецкий уезд, Калужская губерния — не ранее 1936) — епископ Древлеправославной Церкви Христовой (старообрядцев, приемлющих белокриницкую иерархию), епископ Уральский и Оренбургский.

## Биография
18 февраля 1902 года епископом Калужско-Смоленским Ионой (Александровым) рукоположён ко храму Архангела Михаила деревне Пурсовки Малоярославецкого уезда.
В 1911 или 1912 года переведён в Малоярославец, где жил в собственном доме на Малыгинской улице. В 1913 году переведён в Калугу, к старообрядческому храму Рождества Христова, что в Кожевенной слободе. Был возведён в протоиереи.
В середине 1920-х годов вновь служит в Малоярославце. По документам 1924 года в семье протоиерея Симеона числилось четверо детей.
Собором 1926 года утверждён кандидатом во епископы. Иноческий постриг принял с наречением имени Сергий.
1 ноября (старого стиля) 1926 года архиепископом Мелетием, епископами Александром (Богатенковым), Геронтием (Лакомкиным) и Савой (Ананьевым) хиротонисан во епископа Уральского и Оренбургского. Тогда же, в ноябре, прибыл в епархию и вскоре посетил все её приходы.
В 1927 году подвергся домашнему аресту.
На Освященном Соборе в 1928 году выступил с докладом, в котором, рассказывая об очередной поездке по епархии, обосновывал необходимость старообрядческой периодики: «Весь мой объезд по епархии верхней линии от Уральска и за Оренбург, текущий год, длился не менее 3 месяцев в виду трудности передвижения: все время гужевым путём, и дальности расстояния… Во всех посещаемых мною приходах народ относится с особенным вниманием к посещению их прихода своим архипастырем. Уклонения в неверие не наблюдается, за исключением отдельных случаев, которые выражаются или в непосещении храма, или в пассивном отношении к вере своих предков… Народ не может разобраться в тех или иных вопросах, которые ему приходится встречать в современной атеистической литературе, а благодаря этому возникают те или иные (как бы) сомнения. Наши пастыри, да и все мы, особенно сейчас, нуждаемся в нашей, старообрядческой периодической литературе, куда бы и могли обращаться за разрешением необходимых вопросов…» (архив митрополии РПСЦ. Ф. 1. Оп. 3. Ед. Хр. 292. Л. 1).
В 1930 или 1931 году вместе со священником г. Уральска и церковным советом епископ Сергий вновь подвергся кратковременному тюремному аресту.
8 августа 1934 года арестован Уральским ОГПУ и 9 ноября того же года Верховным судом КССР приговорён к трем годам ссылки (высылки) по обвинению в контрреволюционной агитации. После суда проживал в г. Чимкенте (Казахстан).
Сохранилась его фотография, сделанная в лагере в 1936 году. На обратной стороне этой фотографии чьей-то рукой сделана надпись: «Остался непродажным». Дальнейшая судьба неизвестна. В 1990 году посмертно реабилитирован за отсутствием состава преступления.